# Стахановский коксохимический завод
Стахановский коксохимический завод (укр. Стахановський коксохімзавод) – промышленное предприятие в городе Кадиевка Луганской области, прекратившее своё существование.

## История
Предприятие было построено в 1896 году, и до начала первой мировой войны являлось одним из крупнейших коксохимических заводов в Европе - здесь действовали 240 печей системы Копперса, которые перерабатывали 90 тыс. тонн коксующегося угля в месяц. Перед началом первой мировой войны здесь был построен бензольный цех, вырабатывавший 200 - 280 тонн сырого бензола в месяц. Кроме того, до Октябрьской революции 1917 года на заводе был построен цех ректификации.

### 1918 - 1991
В ходе гражданской войны предприятие пострадало, но в дальнейшем было восстановлено. В ходе индустриализации 1930-х годов завод был реконструирован.
Во время Великой Отечественной войны город оказался в прифронтовой зоне, а с 12 июля 1942 до 3 сентября 1943 года был оккупирован немецкими войсками. При отступлении вермахта в соответствии с директивой от 2 сентября 1943 года о уничтожении промышленности Донбасса завод был разрушен.
После окончания боевых действий началось восстановление завода, которое продолжалось в течение семи месяцев (за это время с территории завода было вывезено 5 тыс. м³ обломков, мусора и хлама), но 1 апреля 1944 года предприятие возобновило работу. К этому времени на заводе были восстановлены одна батарея коксовых печей, углемойка, машинно-конденсационное отделение, механическая мастерская, подстанция, котельно-паровой цех, вспомогательные цеха, а также три столовые, баня, прачечная и общежитие. 1 мая 1944 года была запущена вторая батарея коксовых печей. В дальнейшем, производственные процессы были механизированы и началась их автоматизация.
В 1951 году в эксплуатацию сдали цех переработки каменноугольной смолы непрерывного действия.
В 1955 году был введен в строй централизованный цех переработки.
В 1957 году в состав предприятия вошёл Брянковский коксохимический завод (который стал одним из цехов завода). 
После того, как 15 февраля 1978 года Кадиевка была переименована в город Стаханов, завод получил название «Стахановский коксохимический завод».
В целом, в советское время угольная промышленность являлась основой экономики города, и коксохимический завод являлся одним из крупнейших предприятий.

### После 1991
После провозглашения независимости Украины завод перешёл в ведение министерства угольной промышленности Украины.
В мае 1995 года Кабинет министров Украины утвердил решение о приватизации завода. В 1996 году обеспечивавшая завод углём шахта им. Ильича была закрыта.
В августе 1997 года завод был включён в перечень предприятий и организаций, имеющих стратегическое значение для экономики и безопасности Украины.
Решением Фонда государственного имущества Украины № 20-АТ от 1 июля 1998 года государственное предприятие было преобразовано в открытое акционерное общество. В 2000 году завод был признан банкротом. 
В дальнейшем завод был разрушен и разобран на металлолом.

## Деятельность
Завод производил литейный кокс, термоантрацит и каменноугольную смолу. 